# Mutande pazze
Mutande pazze è un film italiano del 1992, diretto da Roberto D'Agostino, al suo unico film come regista e scritto da Fiorenzo Senese che è il produttore artistico.
Il film fa un'evidente satira sul mondo dello spettacolo e sull'arrivismo che caratterizza molte delle persone che ne fanno parte.

## Trama
Amalia è una conduttrice che spera di sfondare nella propria professione seducendo prima un onorevole, poi il direttore generale della televisione. Finisce con l'essere lasciata dal marito che, umiliandola, le dice in faccia tutto quello che pensa di lei. Ben presto Amalia si rende conto di essere sul viale del tramonto e viene abbandonata da tutti quelli che, fino a poco tempo prima, le dimostravano un'amicizia di facciata.
Stefania, trasferitasi da Verona a Roma per inseguire il sogno d'attrice, benché disposta a qualunque compromesso, vede soffiarsi da Beatrice, sua cara e apparentemente ingenua amica, il ruolo di protagonista in un film.
Alessia, una giovane valletta, spinta dalla madre e dalla zia, tenta di tutto pur di sfondare nello star system. Fidanzata con un bel ragazzo dominicano viene lasciata dal compagno che le preferisce Paolo, borgataro gay fratello di Alessia ossessionato dal sesso e dal fascino maschile. Alessia, per nulla turbata dal cambiamento dell'ex fidanzato, sempre più animata da sete di successo continua a inseguire il suo unico sogno: diventare un'attrice importante. Paolo e l'ex fidanzato di Alessia, invece, coronano il loro sogno d'amore.
Il tutto si conclude in una rissa gigantesca all'epilogo d'una serata di gala, emblema e satira del mondo dello spettacolo.